# Accord sino-indien de 2005
L'accord sino-indien du 11 avril 2005 est un accord entre la Chine et l'Inde, contribuant à régler les différends frontaliers qui minaient leurs relations depuis les années 1960. Cet accord, signé par le Premier ministre chinois Wen Jiabao et son homologue indien Manmohan Singh à New Delhi fixe des « grands principes » pour le règlement de ces questions territoriales. Il permet surtout un apaisement des tensions entre ces deux géants dans le but d'accroître leur coopération et leurs échanges, notamment économiques.
« Cooperation is just like two pagodas (temples), one hardware and one software. Combined, we can take the leadership position in the world. » — Wen Jiabao

## Contexte
L'origine des tensions entre Inde et Chine remonte aux années 1960, époque maoïste durant laquelle les 2 pays s'affrontèrent un mois en 1962 du fait d'une opposition sur la question des 3 500 kilomètres de leur frontière himalayenne. Depuis cette brève guerre sino-indienne, remportée par la Chine, les deux pays n'ont jamais fixé les limites officielles de leur frontière, ce qui a longtemps empoisonné leurs relations.
La Chine occupe l'Aksaï Chin, un territoire de quelque 37 000 km², similaire à la surface combinée de la Belgique et le Luxembourg. Diverses autres enclaves himalayennes sont disputées, amenant à environ 43 000 km², avec une population dont l'estimation n'est pas connue avec certitude. Ces territoires élevés sont cependant très peu densément peuplés.
L'accord s'inscrit dans une lignée d'accords visant à rétablir et normaliser les relations sino-indiennes :  
- Septembre 1993: Accord sur le maintien de la paix et de la tranquillité le long de la ligne de contrôle effectif.
- Novembre 1996: Accord sur les CBM dans le domaine militaire le long de la ligne de contrôle effectif.
- Avril 2005: Accord sur les paramètres politiques et les principes directeurs pour le règlement du différend frontalier.
- Janvier 2012: Accord sur la mise en place d'un mécanisme de travail de consultation et de coordination sur les affaires frontalières Inde-Chine.
- Octobre 2013: Accord de coopération en matière de défense des frontières.

## Situation améliorée
Le fait du double décollage économique de la Chine et de l'Inde font désormais primer les intérêts économiques à l'orgueil national. Pékin et New Delhi, nouvelles puissances économiques mondiales tentent donc de résoudre leur différends.

## Le texte
L'accord, composé de 11 articles, est signé le 11 avril 2005 à l’occasion de la visite du Premier ministre chinois Wen Jiabao à New Delhi, en Inde. Le texte établit les « grands principes » au règlement des questions territoriales et prévoit « des consultations pacifiques et amicales » entre les deux pays pour régler leurs contentieux.

## Question territoriale du Sikkim
Le quotidien indien The Hindu prétend que Wen Jiabao serait porteur d'une carte officielle chinoise sur laquelle l'ancien royaume himalayen du Sikkim, annexé en 1975, est désormais reconnu comme étant partie intégrante de l'Inde.

## Question économique et autres coopérations
Cet accord — d'abord territorial — a surtout pour objectif d'assainir leurs relations politiques afin de favoriser les échanges commerciaux, mais aussi scientifiques, etc. Il semble également qu'un objectif soit l'établissement à plus long terme d'un accord de libre échange qui réunirait alors plus de 2,5 milliards d'hommes associés pour développer leurs économies.
Les échanges Chine-Inde s'élevaient 3 milliards de dollars en 2000, et devraient dépasser les 30 milliards d'ici à 2010.